# 12291 Gohnaumann
A 12291 Gohnaumann (ideiglenes jelöléssel 1991 LJ2) egy kisbolygó a Naprendszerben. Eric Walter Elst fedezte fel 1991. június 6-án.